# Żółcz
Żółcz (prononciation : [ʐuu̯t͡ʂ]) est un village polonais de la gmina de Niechanowo dans le powiat de Gniezno de la voïvodie de Grande-Pologne dans le centre-ouest de la Pologne.
Il se situe à environ 7 kilomètres au sud-ouest de Niechanowo (siège de la gmina), à 12 kilomètres au sud de Gniezno (siège du powiat) et à 45 kilomètres à l'est de Poznań (capitale régionale).

## Histoire
De 1975 à 1998, le village faisait partie du territoire de la voïvodie de Poznań.

Depuis 1999, Żółcz est situé dans la voïvodie de Grande-Pologne.